# Ле-Пус
Ле-Пус (фр. Le Pouce або Великий Палець) — третя за висотою гора Маврикію висотою 812 метрів. Чарлз Дарвін піднявся на цю гору 2 травня 1836 року.
Підйом на гору відносно нескладний. З гори відкривається чудовий краєвид на столицю Порт-Луї, місто Роз-Гілл а також на північ частину острова і маленькі північні острівці.
На горі ростуть рідкісні ендеміки, такі як Polyscias paniculata і Pandanus pseudomontanus, відомі лише за декількома екземплярами. Більшість рослинності на горі складають завезені гуаяви і акації.

## Галерея

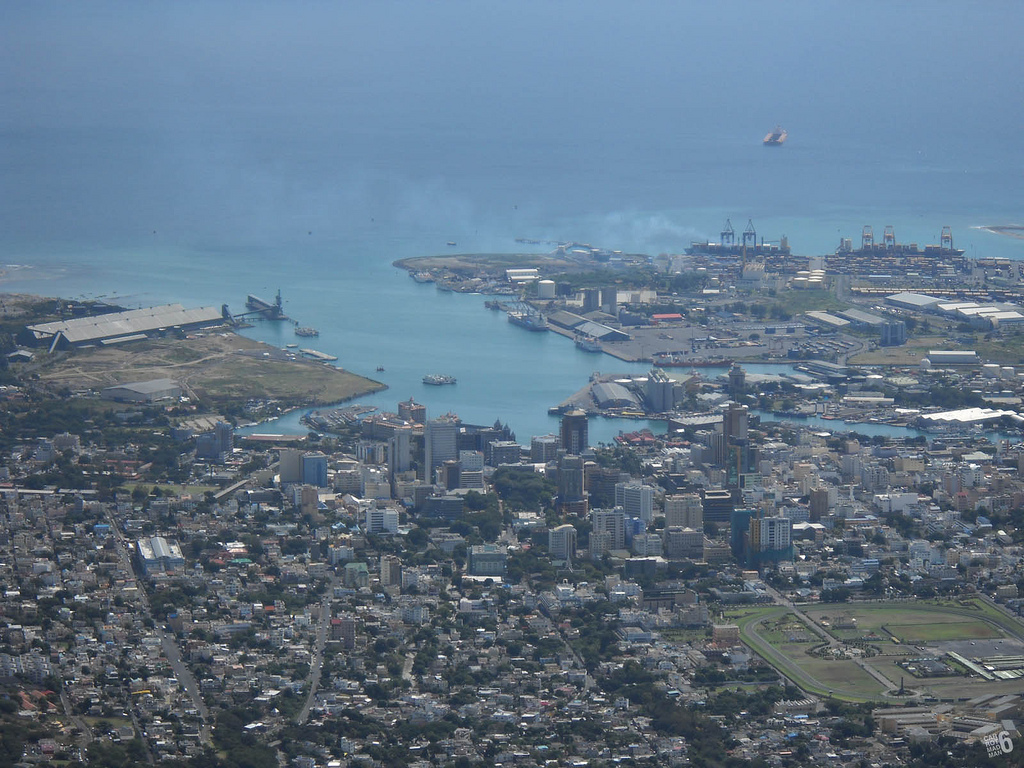
Вид на Порт-Луї з вершини
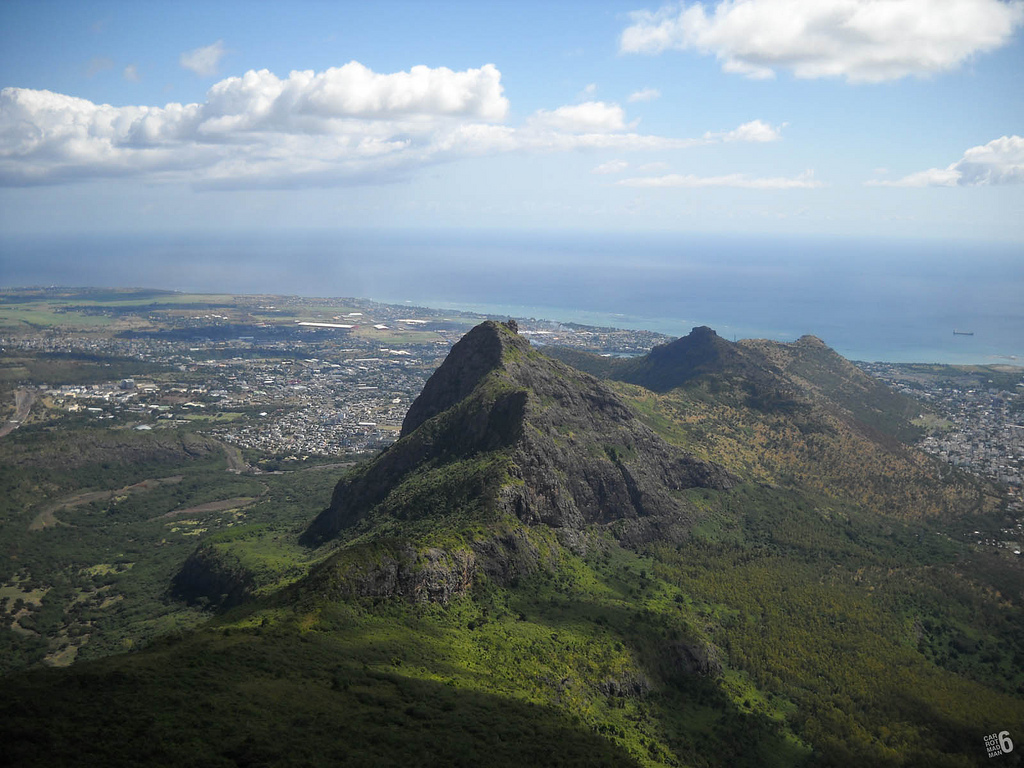
Вид на хребет Мока
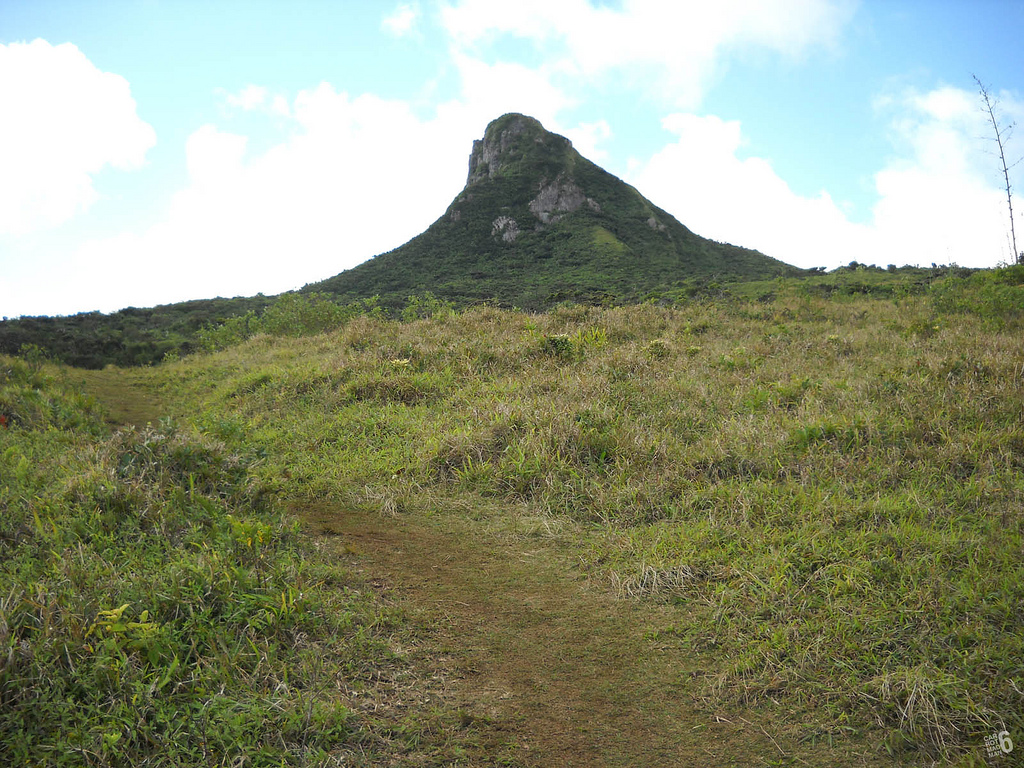
Вид на гору при під'йомі
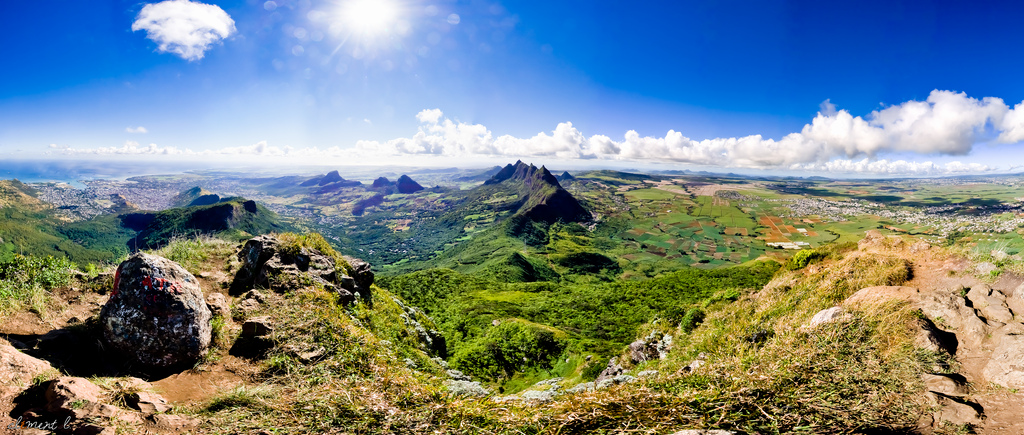
Панорама Маврикію
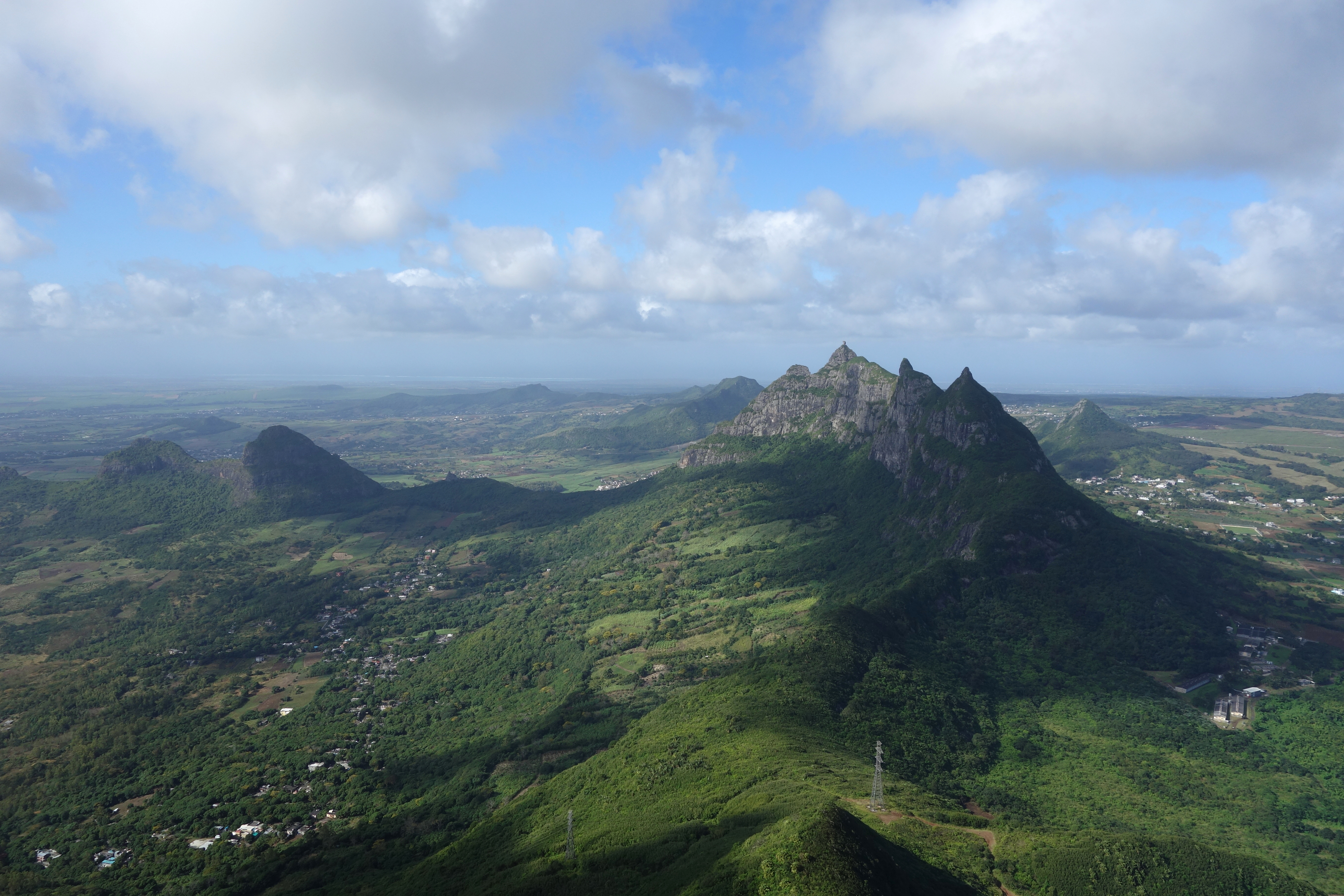
Вид на гору Пітер-Бот
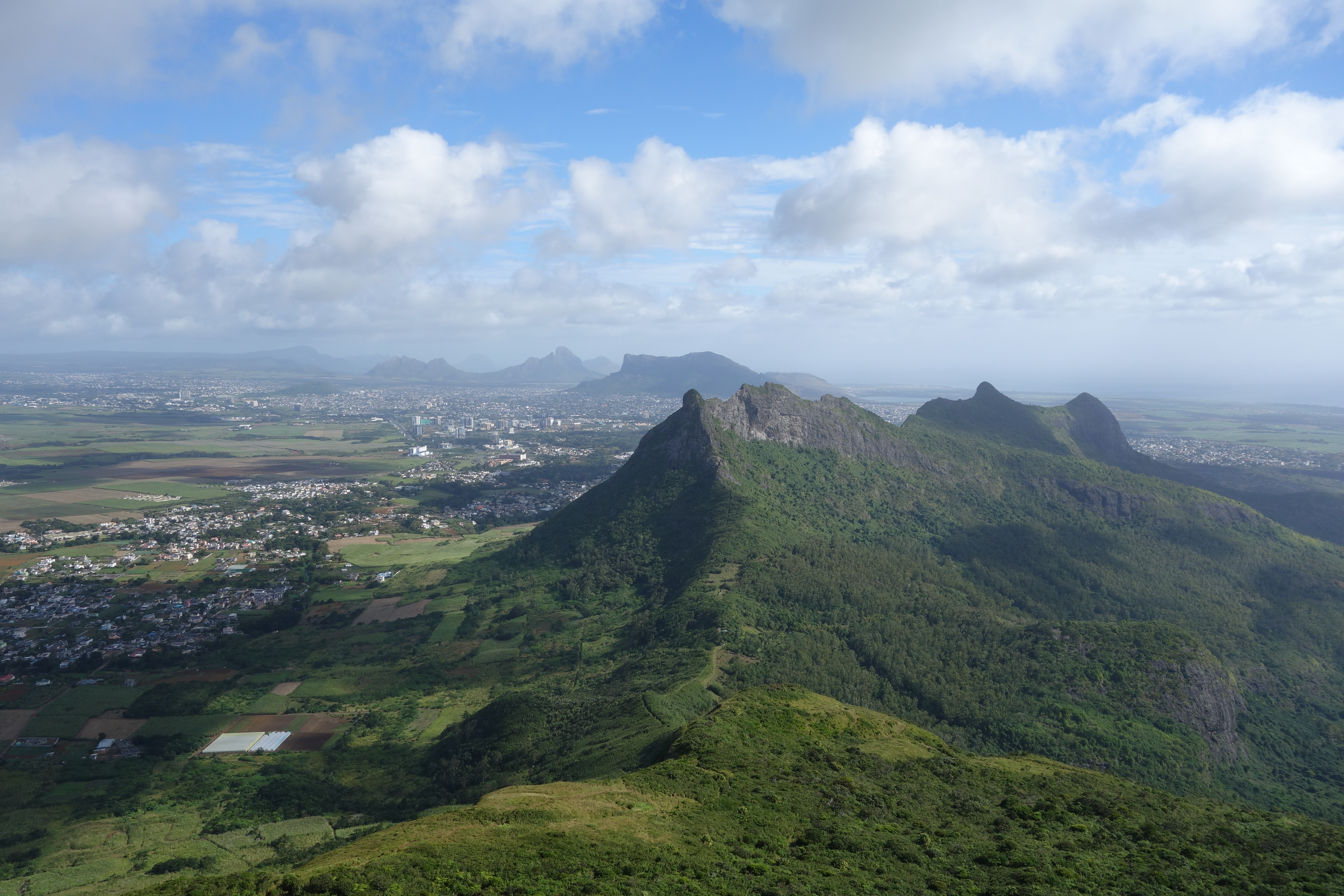
Вид на сусіднє село Мока